# Formulaire l-94
Le formulaire I-94, Arrival-Departure Record Card, est un formulaire utilisé par le Service des douanes et de la protection des frontières des États-Unis (CBP) pour suivre l'arrivée et les départs des États-Unis de personnes qui ne sont pas des citoyens américains ou des résidents permanents légaux (à l'exception de celles qui entrent aux États-Unis en utilisant le programme d'exemption de visa ou le traité de libre-association, utilisant les Border Crossing Card (en) ou qui entrent de nouveau aux États-Unis en passant automatiquement un visa de validation (en) et de réadmission à titre temporaire à l'étranger).
Bien que le formulaire soit habituellement émis par le CBP aux points d'entrée (en) ou aux sites d'inspection différée (en), l'USCIS (en) peut émettre un équivalent dans le cadre de l'avis d'approbation du formulaire I-797A pour une demande de formulaire I-129 (en) pour un travailleur étranger ou un formulaire I-539 (en) pour une prolongation du séjour ou un changement de statut (si l'étranger est déjà aux États-Unis),.

## Histoire

### Disponibilité de l'historique en ligne
Le 30 avril 2014, le CBP a annoncé un nouvel outil de récupération que les voyageurs pourraient utiliser pour obtenir leur historique de voyage et imprimer leur formulaire I-94 le plus récent.

### Disponibilité dans les ports terrestres à partir de fin 2016
En septembre 2016, le CBP a annoncé la disponibilité du formulaire électronique I-94 dans les ports terrestres pour les voyageurs qui se sont inscrits à l'avance et qui ont payé un droit de 6 $.

### Violation I-94
Si la date de sortie du territoire du I94 n'est pas respectée, la personne viole la loi. Cette faute est grave. En étant sur le territoire il peut demander une révision de son statut. En étant hors du territoire américain il perd son visa. Si la violation est de plus de 12 mois alors il est interdit de revenir aux Etats Unis pour 10 ans. Si la violation est de moins de 12 mois alors le BAN est pour 3 ans.
S'il veut retourner aux Etats Unis il lui faudra soit attendre les 3 ou 10 ans, soit tenter de demander ou se faire sponsoriser pour un nouveau visa et demander une révision de sa candidature. Si le principe de visa peut être fait à titre individuel ou encadré par un avocat immigration, le process de révision-dérogation est plus complexe. Une ou des lois ont été violées. Aussi cette révision est à la totale discrétion des agents et autorités immigration. Elle est sous le process appelée 212(d)(3). Ce process peut être sollicité lors de l'entretien consulat pour le visa. Toutefois avec cette violation du I94 le candidat se verra refuser une émission de visa. L'agent peut la refuser en totale discrétion. Souvent l'agent peut donner une opportunité au candidat de soumettre des éléments lors de l'entretien ou par voie email ou postale à la suite de ce rendez vous. Elle prend entre 4 et 6 mois. Une situation de circonstances de grande urgence (hardship) peut faire réduire ce délai.